# Wolfgang Erler
Wolfgang Erler (* 17. Mai 1957 in Fussingen) ist ein deutscher Politiker (CDU).
Erler besuchte die Realschule und absolvierte danach eine Ausbildung bei der Deutschen Bahn. Bis 1980 arbeitete er als Bundesbeamter am Bahnhof Limburg. 1980 studierte er an der Akademie der Arbeit in Frankfurt am Main und 1981 wurde er Gewerkschaftssekretär bei der Gewerkschaft der Eisenbahner Deutschlands. Im Jahr 1990 wurde er Beauftragter des Deutschen Gewerkschaftsbundes für Thüringen, zwei Jahre später Gewerkschaftssekretär beim Hauptvorstand der Eisenbahnergewerkschaft in Frankfurt am Main.
Erler war außerdem ehrenamtlicher Richter am Hessischen Landgericht in Kassel und war von 1991 bis 1992 Verwaltungsratsvorsitzender des Mitteldeutschen Rundfunks.
Erler wurde 1978 Mitglied der Christlich Demokratischen Union Deutschlands (CDU) und ein Jahr später der Christlich-Demokratischen Arbeitnehmerschaft. Von 1986 bis 1990 war er stellvertretender CDU-Kreisvorsitzender in Limburg-Weilburg und wurde 1991 Mitglied der Bundesfachausschüsse Medien- und Wirtschaftspolitik der CDU. Von 1988 bis 1990 war er zuvor Kreistagsmitglied in Limburg-Weilburg.
Erler rückte 1993 für den Abgeordneten Gerhard O. Pfeffermann in den Bundestag nach, der sein Mandat abgab, weil er beamteter Staatssekretär im Bundesministerium für Post und Telekommunikation wurde. Erler war ab Oktober 1993 Mitglied im Ausschuss für Verkehr und ab November Mitglied im Ausschuss für Post und Telekommunikation. Mit dem Ende der Wahlperiode 1994 schied er aus dem Bundestag aus.